# Pomorijské jezero

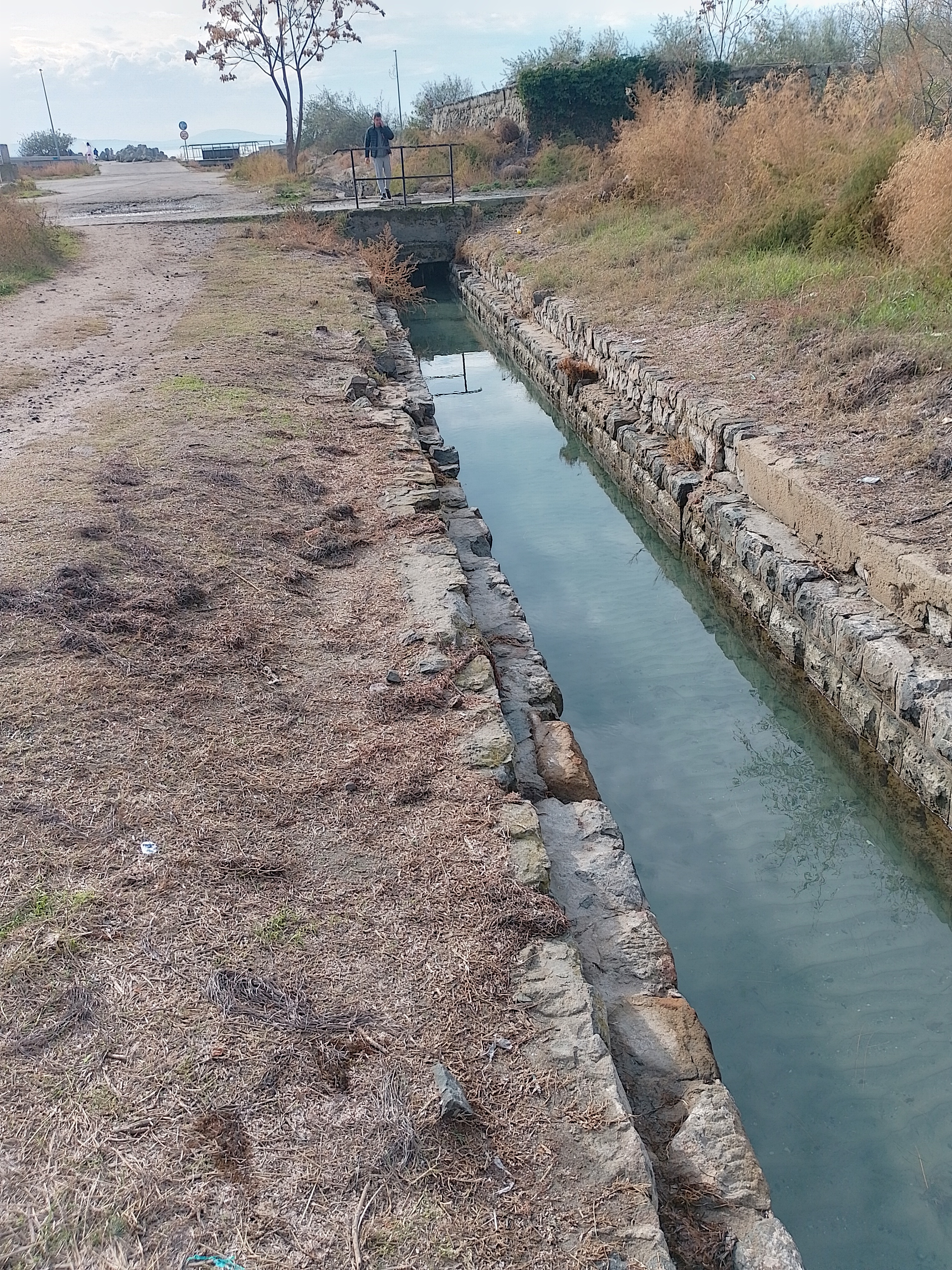
Vodní kanál, kterým je Pomorijské jezero spojeno s Černým mořem

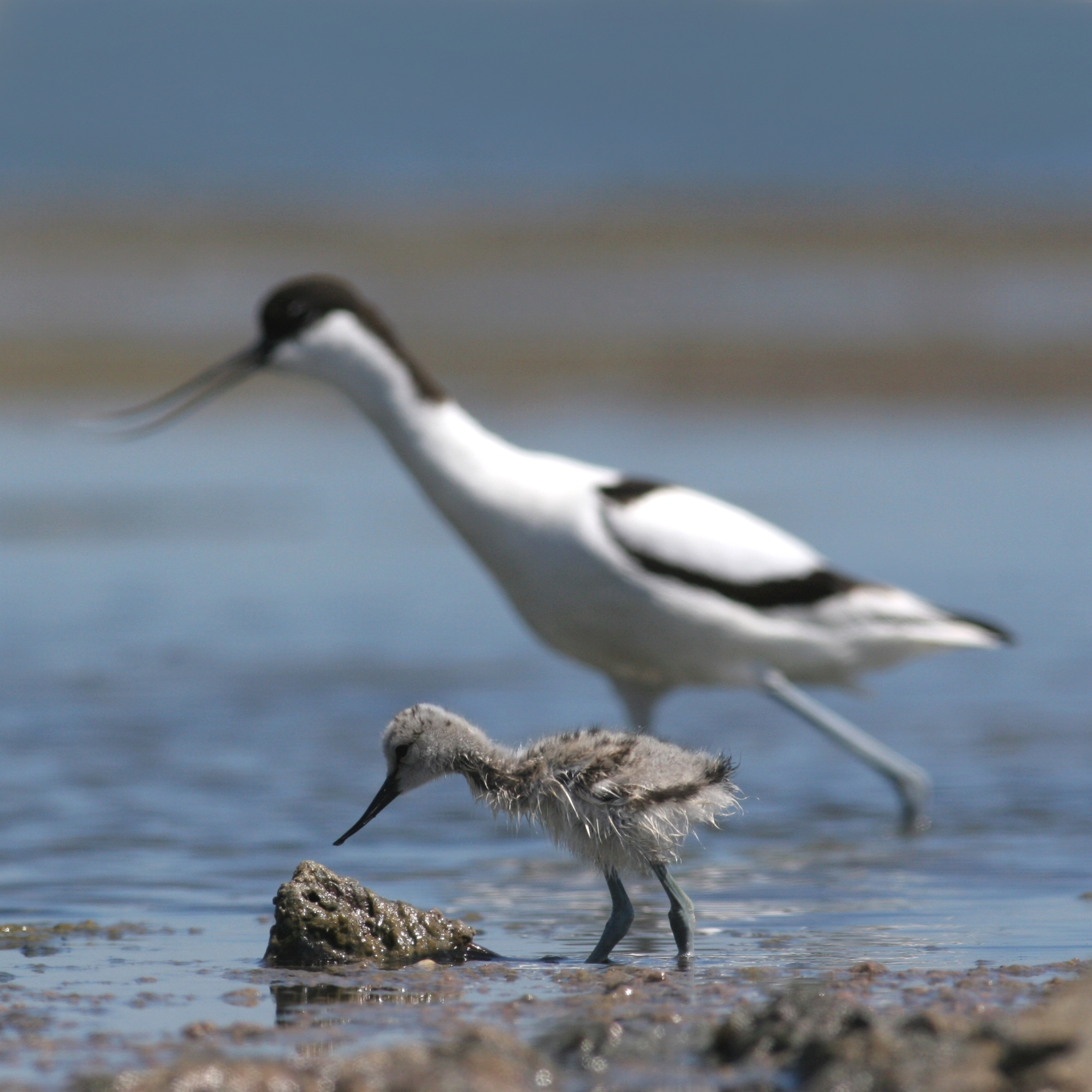
Tenkozobec opačný (Recurvirostra avosetta) s mládětem na břehu laguny (červen 2014)

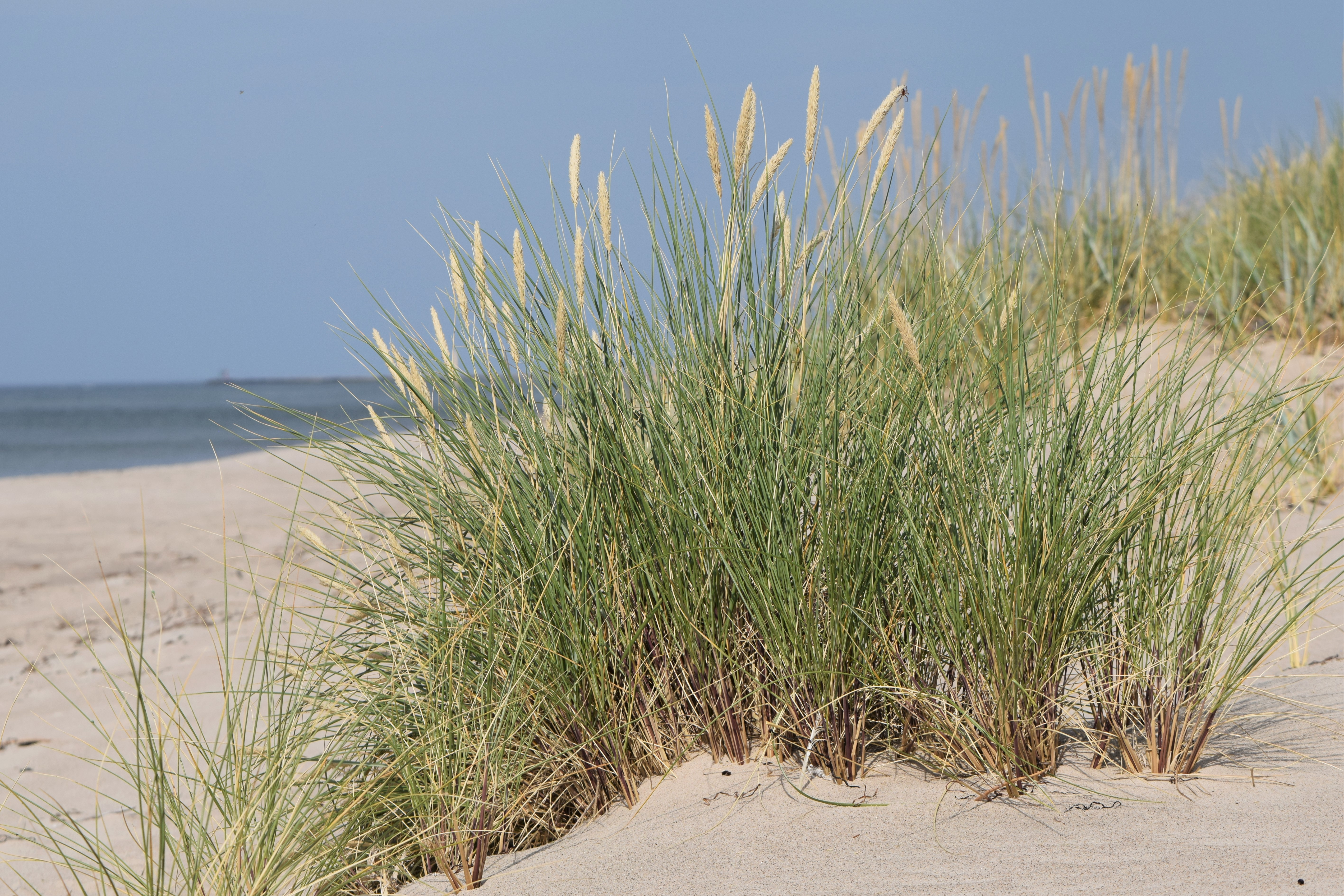
Kamýš písečný (Ammophila arenaria), ilustrační foto

Pomorijské jezero (bulharsky: Поморийско езеро, Pomorijsko ezero) je přírodní extrémně slaná (ultraslaná) laguna, která se nachází na bulharském pobřeží Černého moře severně od starobylého města Pomorie, které bylo pravděpodobně založeno v 5. nebo 4. století před naším letopočtem na úzkém skalnatém poloostrově v Burgaském zálivu. Pomorijské jezero je nejseverněji položené a patří do soustavy slaných Burgaských jezer přiléhajících k pobřeží stejnojmenného zálivu. Spolu s Burgaskými mokřady tvoří jezero největší a nejvýznamnější chráněný přírodní komplex nacházející se na jižním pobřeží Černého moře.

## Popis laguny
Pomorijské jezero je od vod Černého moře odděleno úzkým pruhem písku – přírodní kosou a umělou hrází. Slanou mořskou vodou je jezero napájeno ve své jižní části kanálem regulujícím její přítok (a odtok). Laguna protáhlého tvaru o celkové ploše 7 až 8,5 km2 (spolu s přilehlými mokřady, slanými bažinami a rákosovými poli dosahuje až 10 km2) měří na délku 5 až 6 km (některé prameny udávají 6,7 km) se šířkou 1,8 až 2 km (šířka laguny je různá: od 350 metrů na severu po 1,6 km ve střední části, k jihu se rozšiřuje). Maximální hloubka jezera nepřesahuje nikde 1,4 m. V okolí jezera existují dva sladkovodní toky. Součástí území je i ústí řeky Aheloy – (bulharsky Ахелой) nebo Achelous (řecky Αχελώος), která ústí přímo do Černého moře jižně od obce Aheloy (bulharsky: Ахелой).

## Slanost (salinita)
Minimální salinita Černého moře je udávána jako hodnota 10 g/l (10 gramů solí v 1 litru mořské vody) a maximální pak asi 18 či 19 g/l. Povrchová voda opouští Černé moře se slaností 17 g/l ale do Středozemního moře se dostává se salinitou 34 g/l. Slanost Pomorijského jezera je udávána jako hodnota dvojnásobně větší než u vody v Černém moři. Tedy by měla kolísat od 38 g/l po 70 g/l. Tato hodnota koresponduje s uváděným údajem 35 až 40 promile (v každém kilogramu roztoku – vody z laguny Pomorijského jezera – je rozpuštěno 35 až 40 gramů soli) respektive až 70 promile. Některé zdroje uvádějí, že průměrný obsah soli v Pomorijském jezeře činí 60 až 80 promile. Z laguny Pomorijského jezera se těží kromě soli (asi 30 000 t ročně) i popelavě až tmavě šedé (až černé) léčivé bahno.
Vysoká slanost vody vytvořila jedinečné prostředí, v němž se vyskytují různé živočišné (např. Žábronožka solná (Artemia salina)) a rostlinné druhy (např. Slanorožec evropský (Salicornia europea)).

Ilustrační obrázky
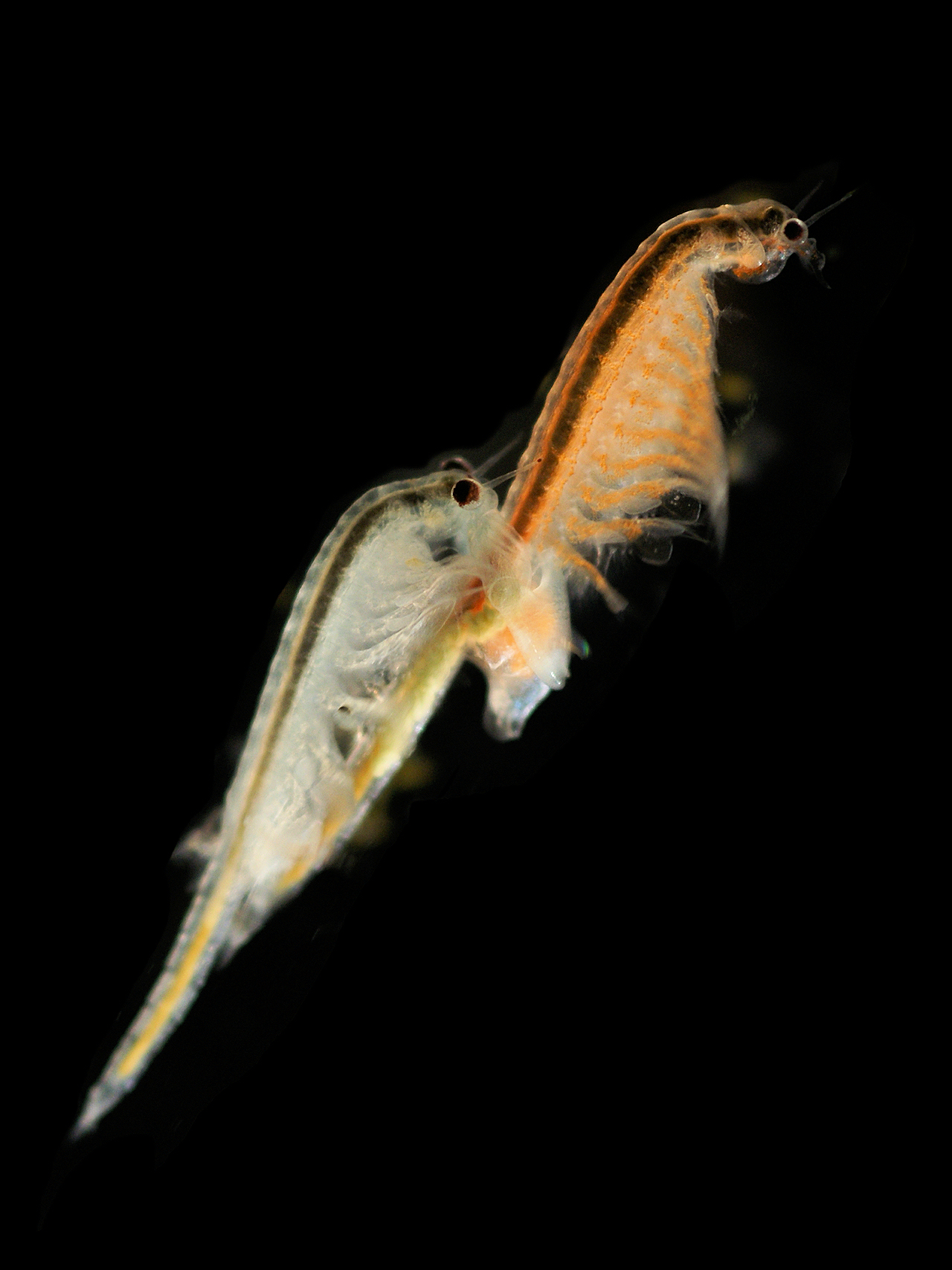
Žábronožka solná
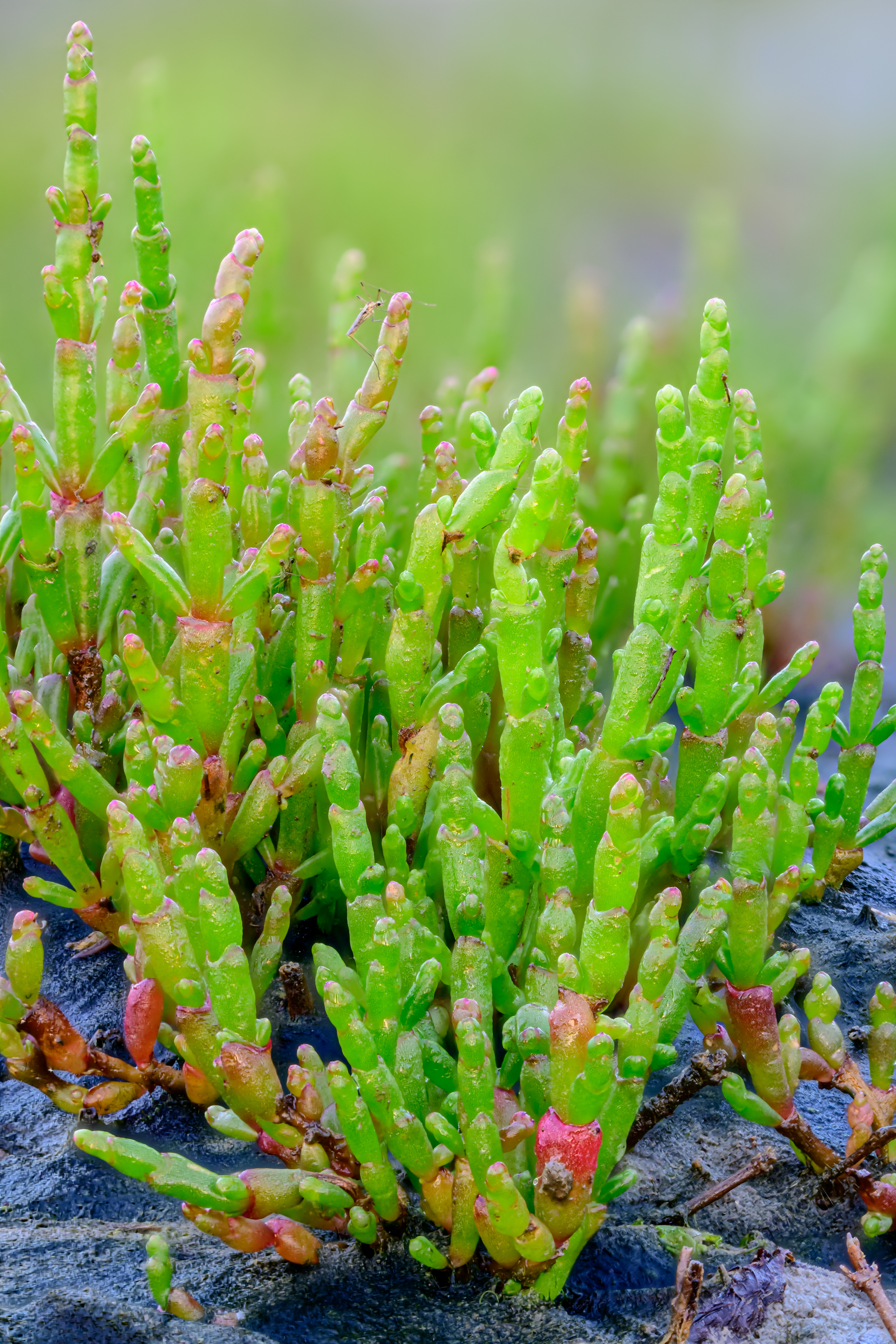
Slanorožec evropský

## Rostlinstvo
Cévnaté rostliny jsou v oblasti Pomorijského jezera zastoupeny celkem 87 druhy. Mezi druhy zapsané v bulharské Červené knize patří například:
- chrpa písečná (Centaurea arenaria),
- Centaurea gracilenta,
- máčka přímořská (Eryngium maritimum),
- pryšec plážový (Euphorbia peplis),
- slovensky: Bocianik piesočný (Erodium hoefftianum),
- limonka širokolistá (Limonium latifolium),
- Trachomitum venetum,
- velbloudník lesklý (Corispermum nitidum).

Flora (ilustrační fotografie)
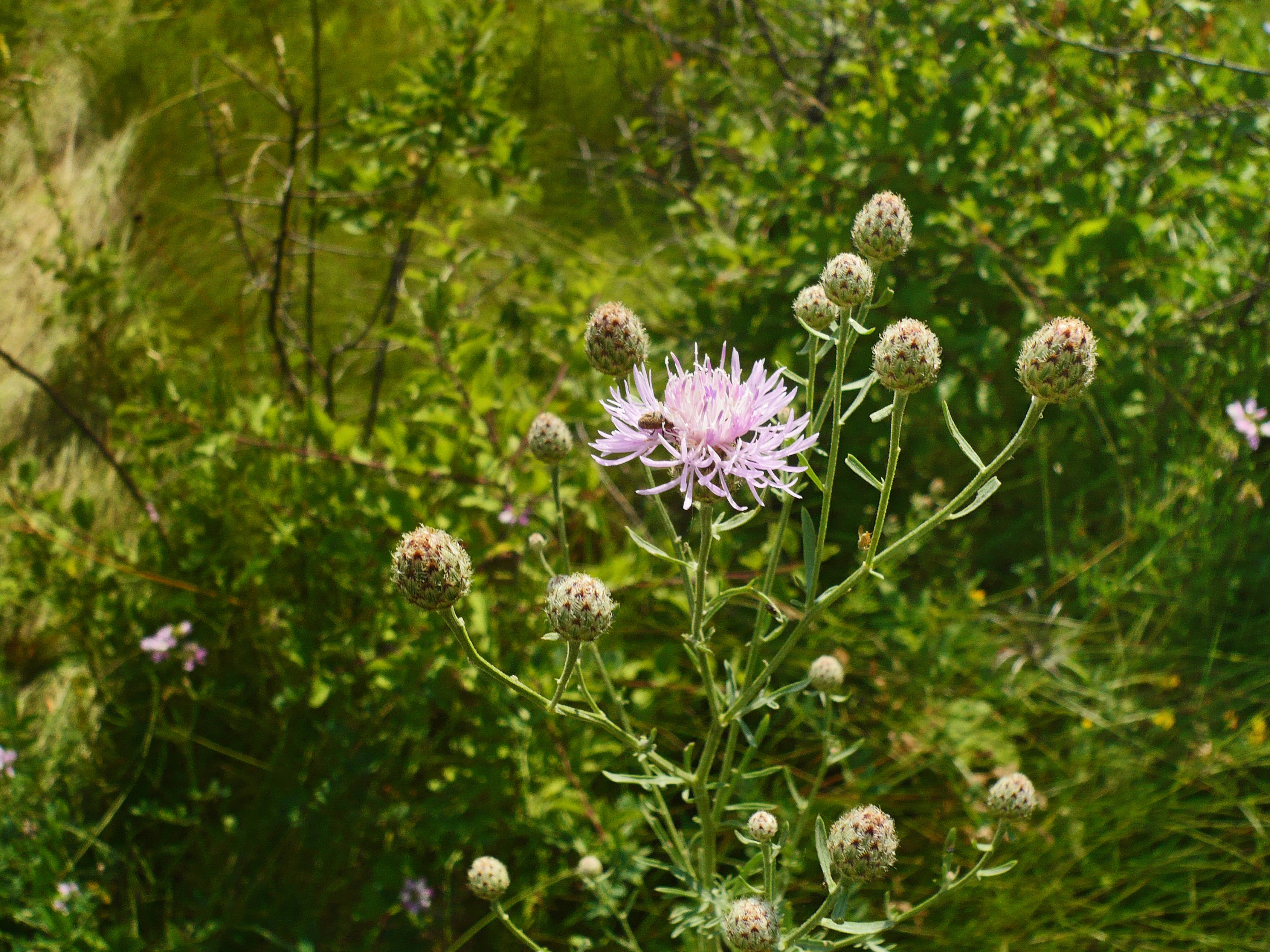
Chrpa písečná (Centaurea arenaria)
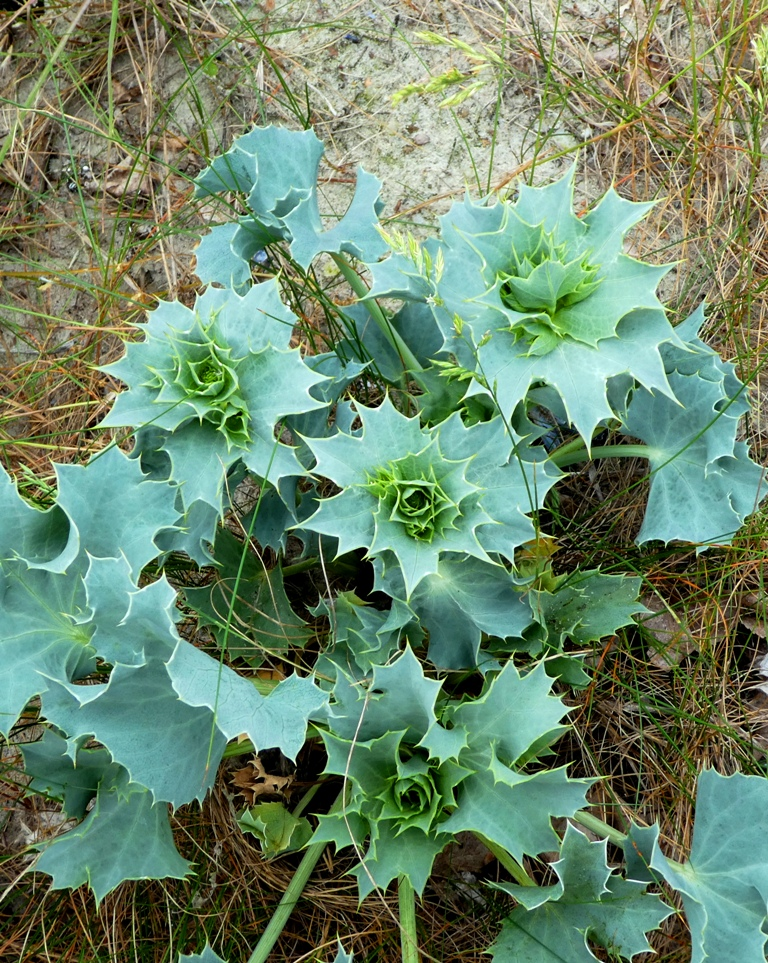
Máčka přímořská (Eryngium maritimum)
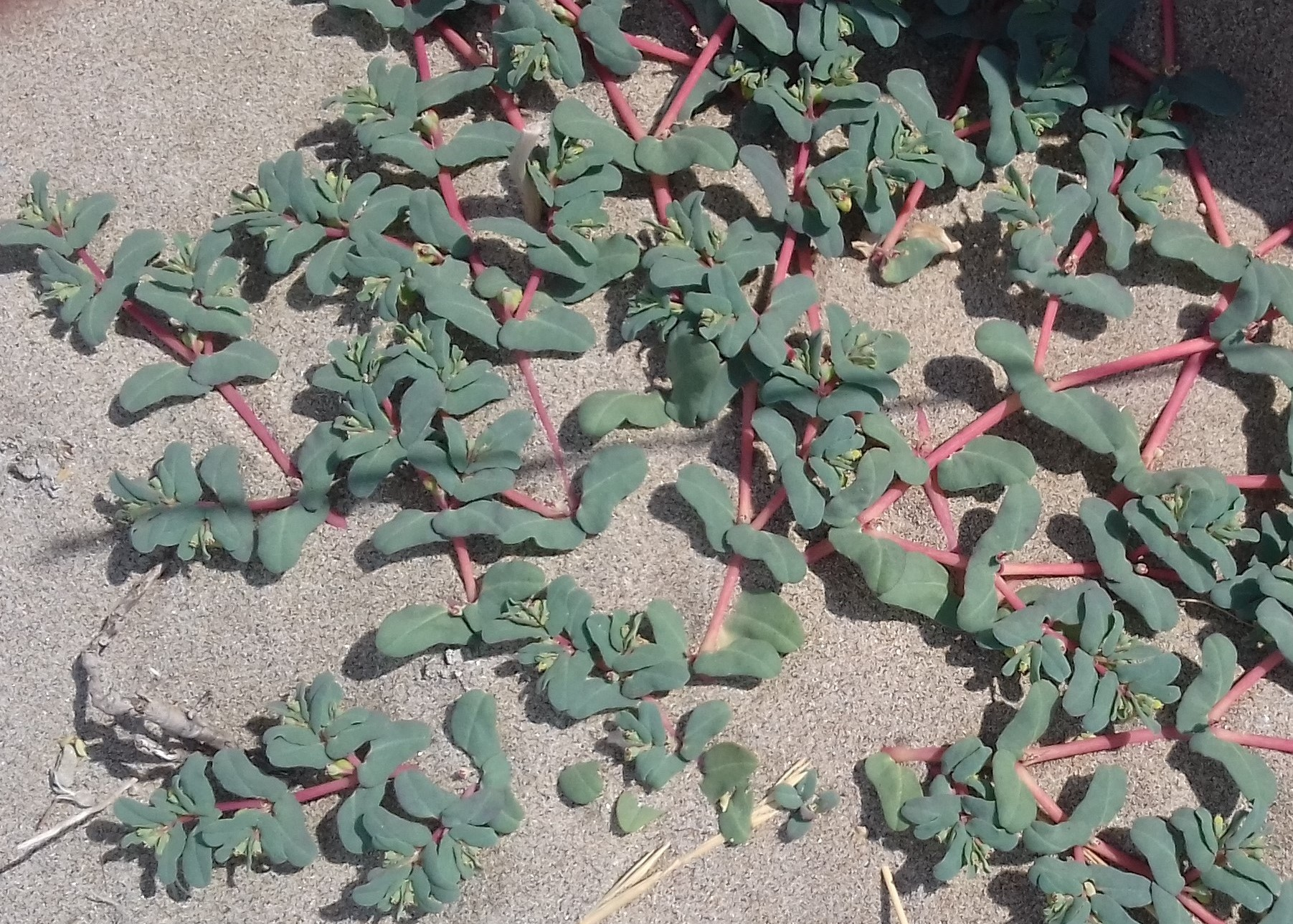
Pryšec plážový (Euphorbia peplis)
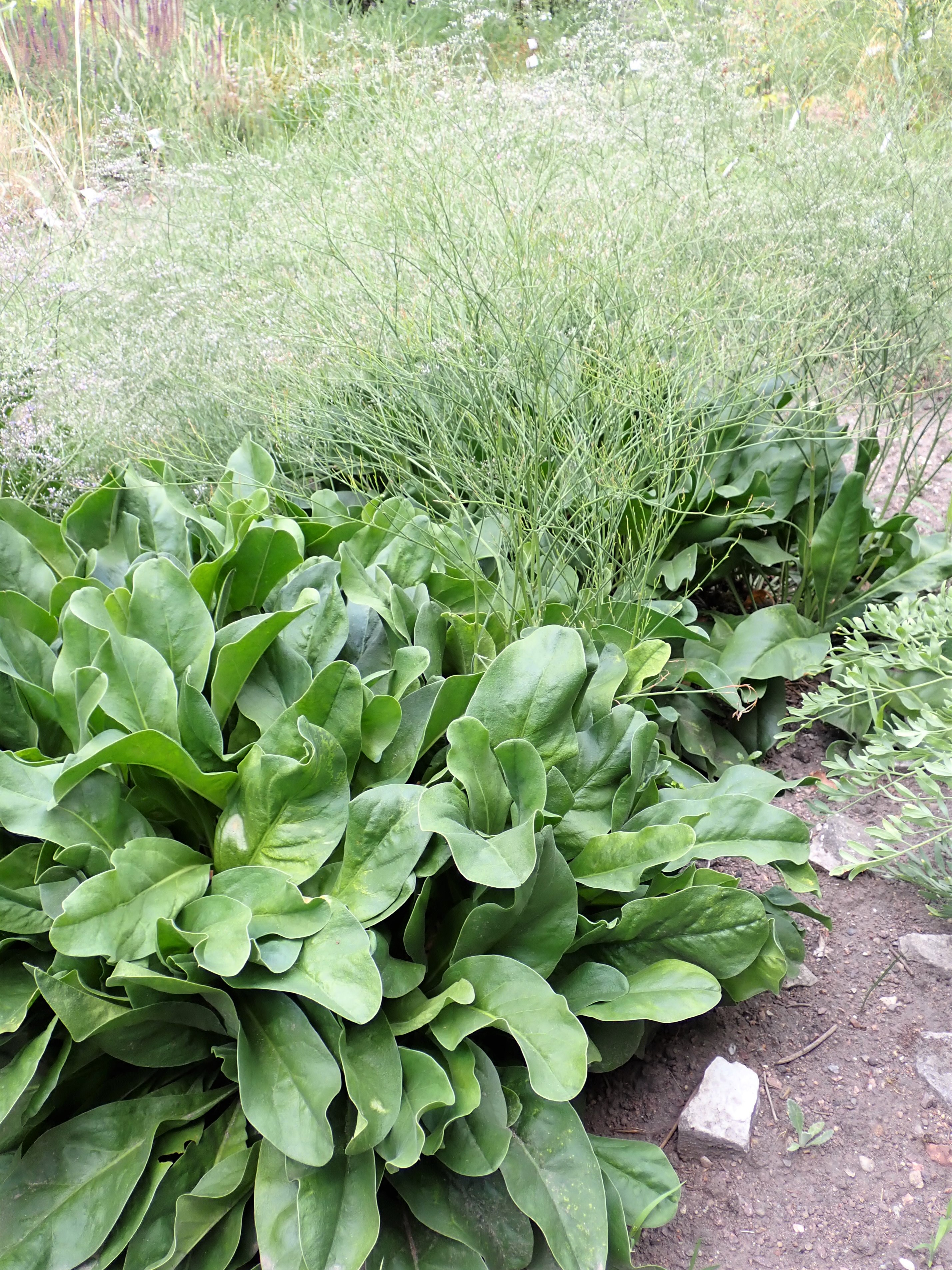
Limonka širokolistá (Limonium latifolium)
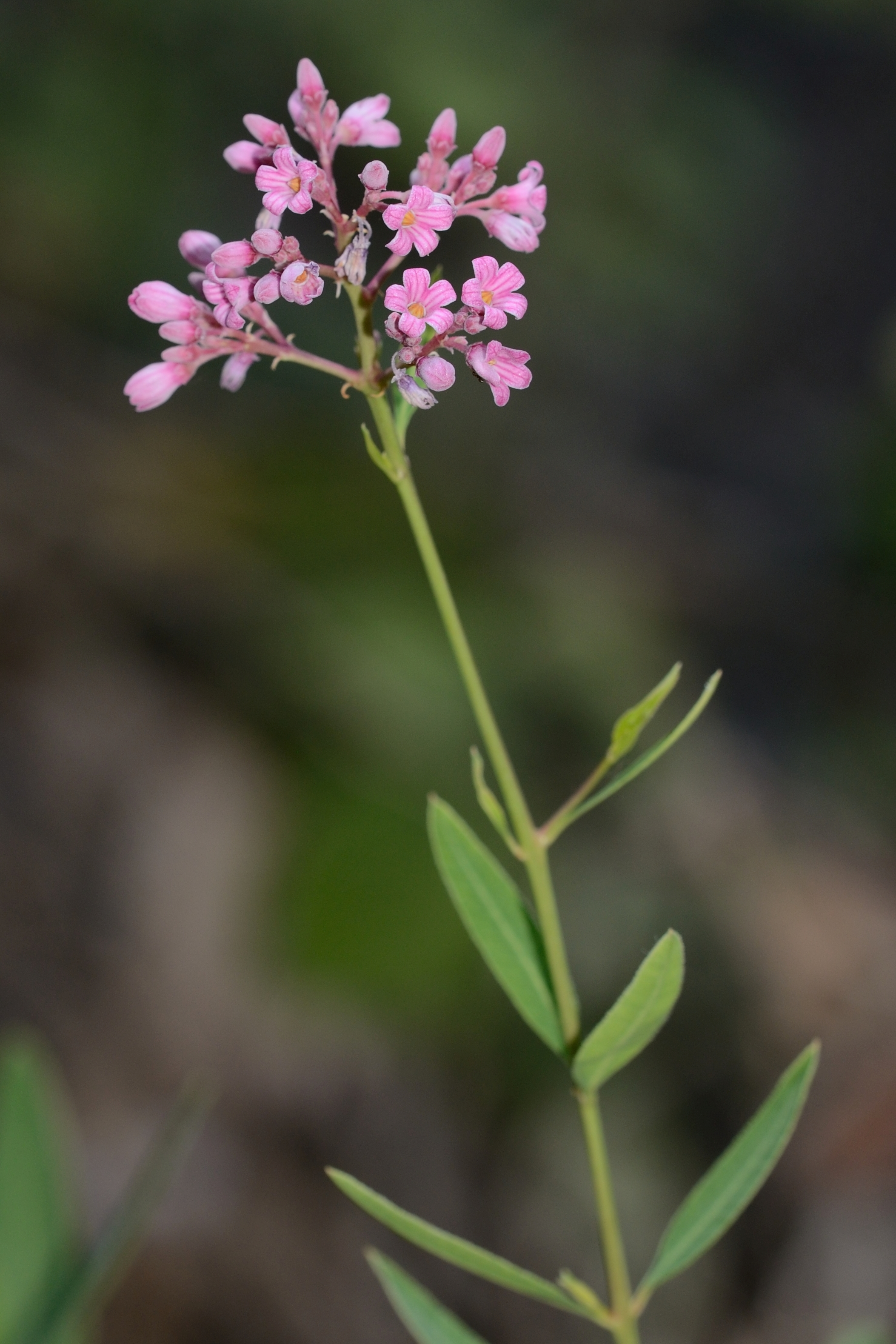
Trachomitum venetum

## Ryby a obojživelníci
Vody jezera jsou biotopem pro 7 druhů ryb a v jeho okolí žije 20 druhů obojživelníků a plazů, z nichž mnohé jsou vzácné a celosvětově ohrožené:
- želva žlutohnědá (Testudo graeca),
- želva zelenavá (Testudo hermanni),
- želva bahenní (Emys orbicularis),
- ještěrka balkánská (Lacerta trilineata),
- ještěrka travní (Podarcis tauricus) (Podarcis taurica),
- čolek balkánský (Triturus karelinii) atd.

Ryby a obojživelníci (ilustrační fotografie)
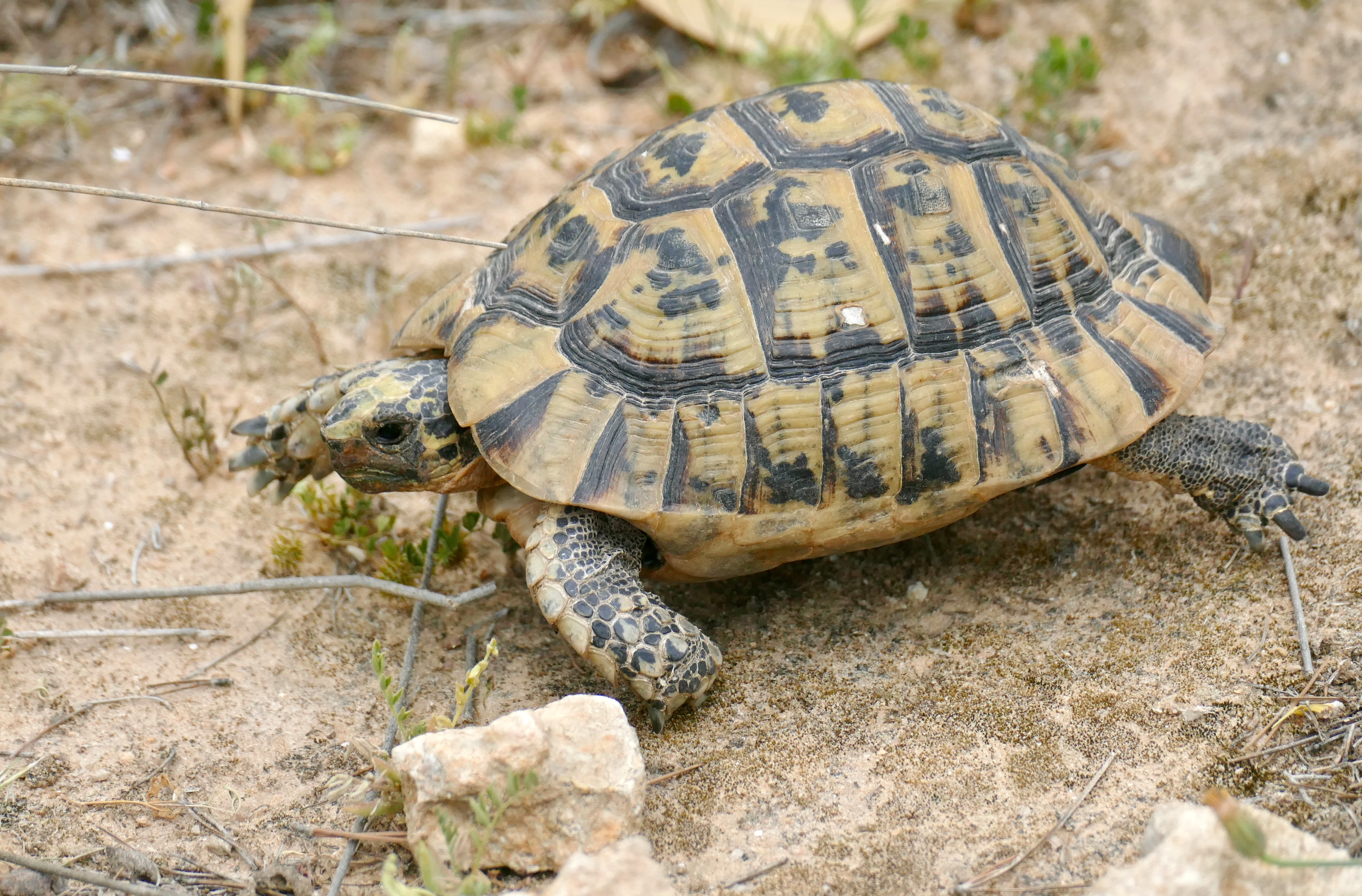
Želva žlutohnědá (Testudo graeca)
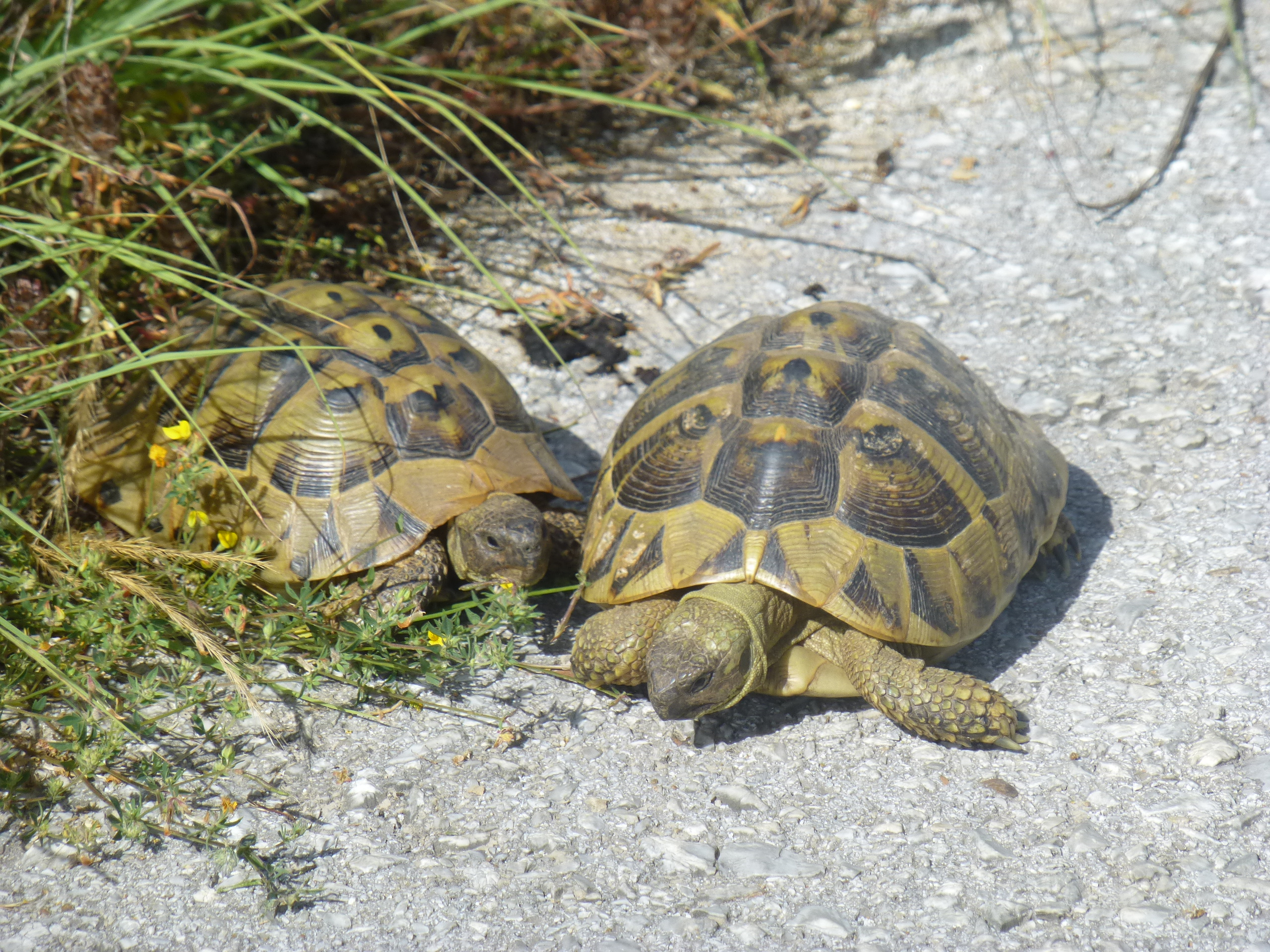
Želva zelenavá (Testudo hermanni)
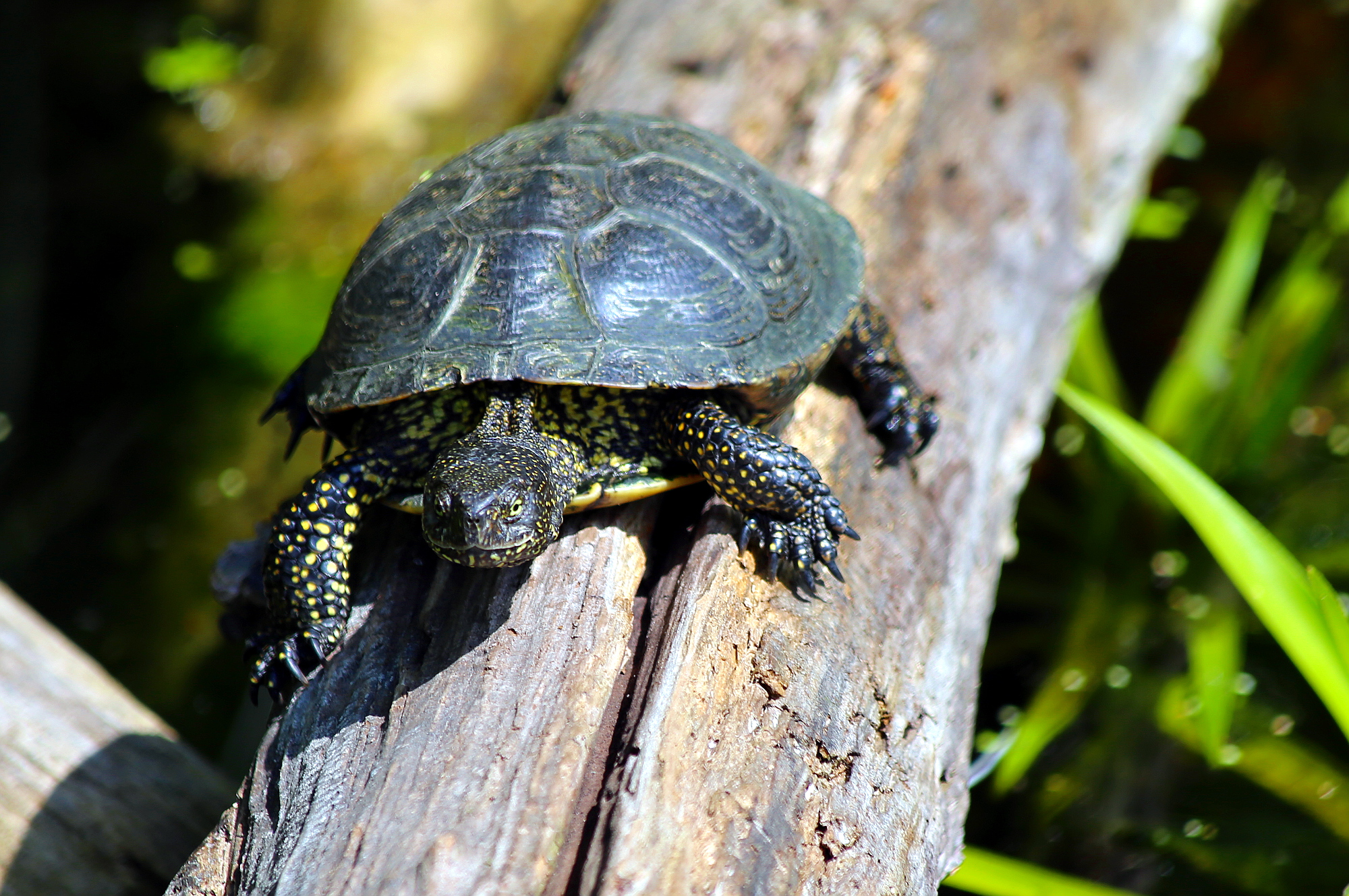
Želva bahenní (Emys orbicularis)
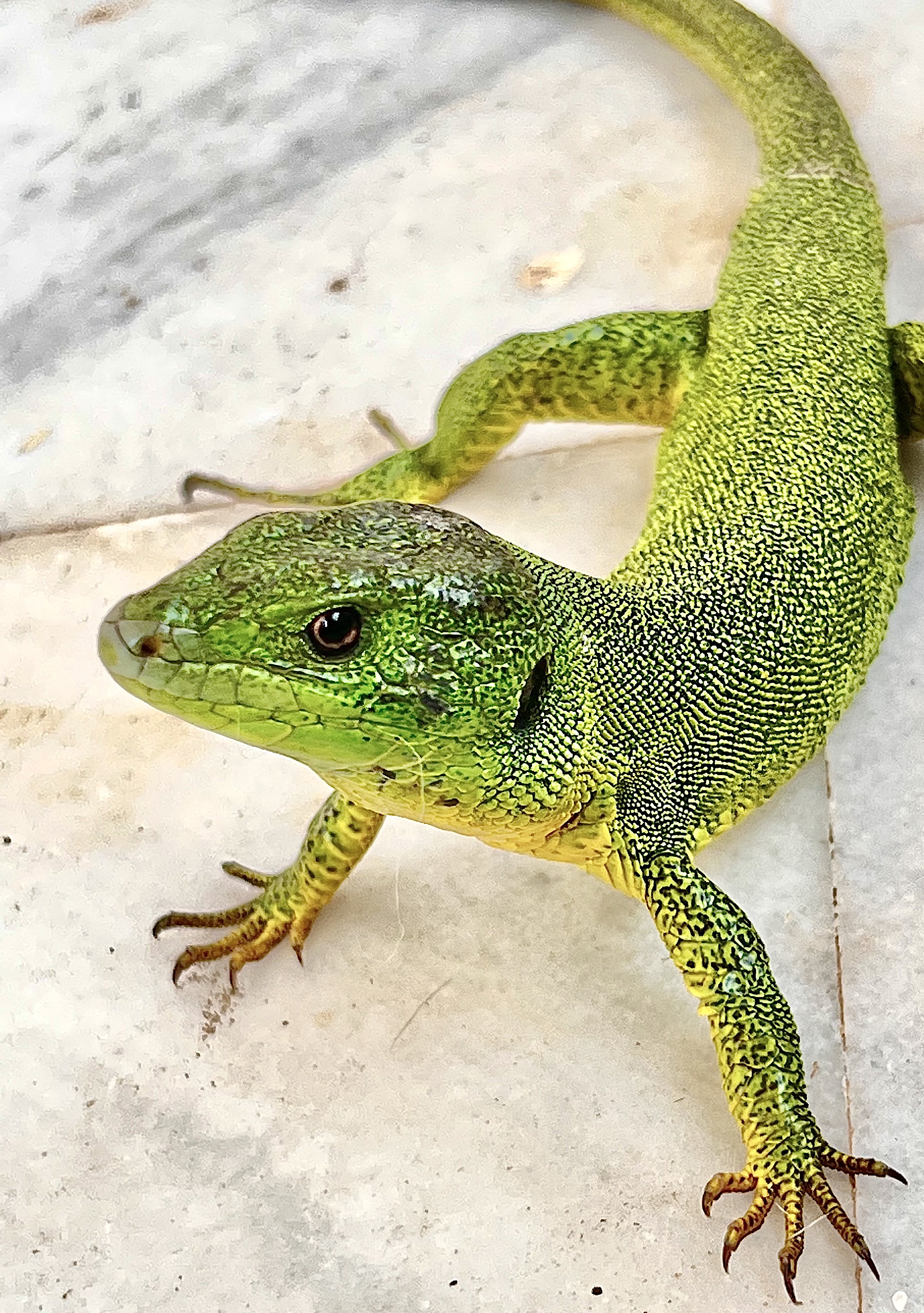
Ještěrka balkánská (Lacerta trilineata)
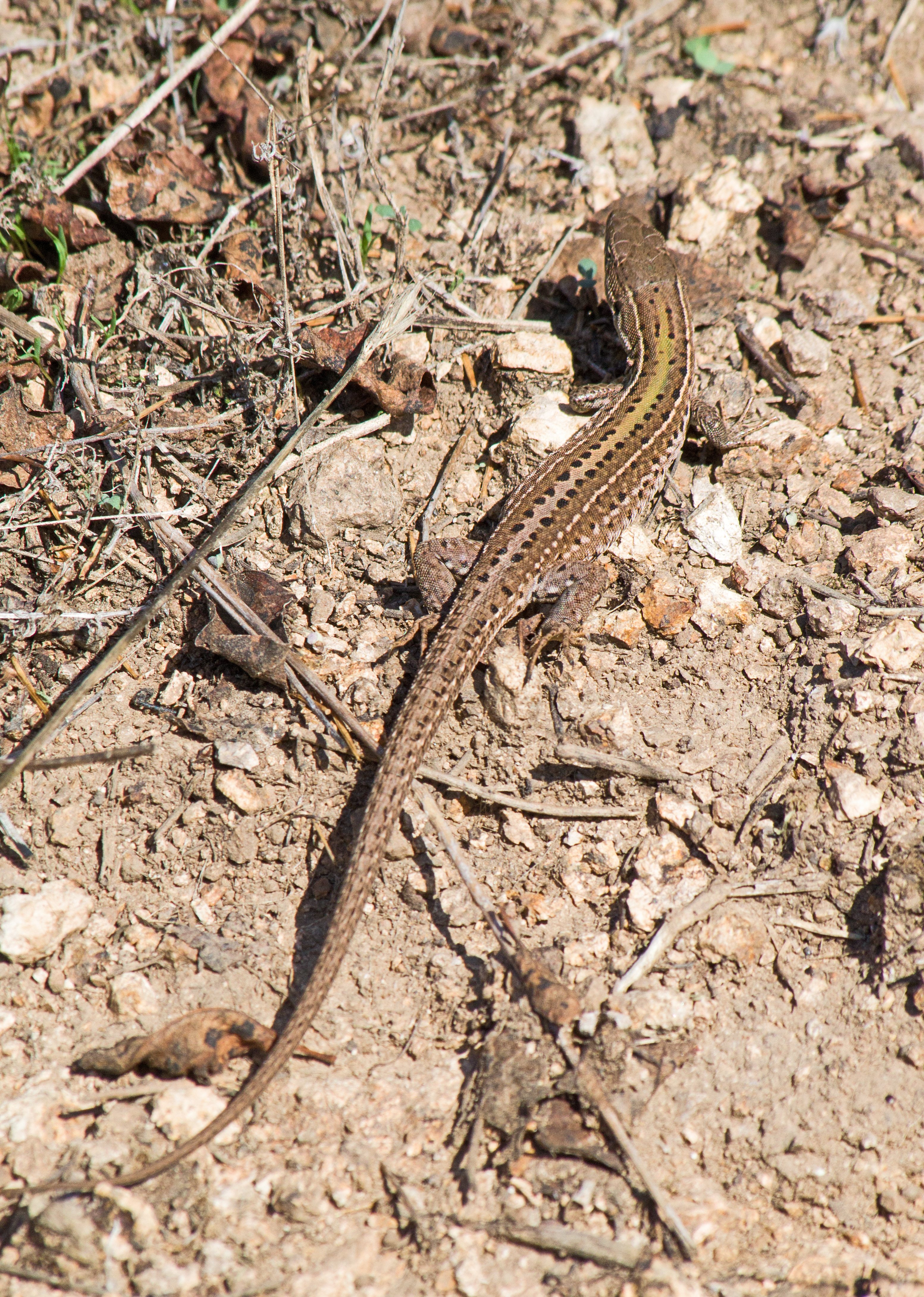
Ještěrka travní (Podarcis tauricus) (Podarcis taurica)
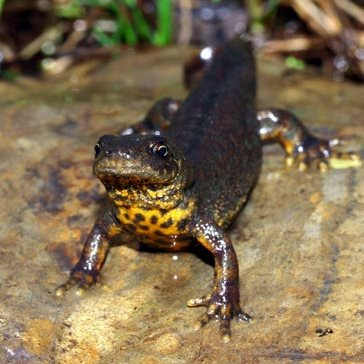
Čolek balkánský (Triturus karelinii)

Savci jsou zastoupeni 31 druhy (včetně Bělozubky nejmenší (Suncus etruscus)). Devět druhů netopýrů vyskytujících se v oblasti laguny podléhá ochraně podle bulharské a mezinárodní legislativy.

## Ptactvo
Nad lagunou vede druhá největší vzdušná migrační trasa stěhovavých (tažných) ptáků z celé Evropy do Afriky (a zpět) – tzv. Via Pontica. Nad jezerem každý rok migruje více než 250 000 čápů, petic, hus a dravců.
Podle posledních průzkumů organizace Green Balkans (tuto organizaci podporuje např. i Zoo Praha) z roku 2009 bylo v této ornitologicky významné oblasti zjištěno celkem 268 druhů (hnízdících, zimujících, migrujících), z nichž mnohé jsou vzácné a ohrožené (z toho 4 druhy celosvětově ohrožené) a to například:
- kormorán malý (Phalacrocorax pygmeus),
- kachnice bělohlavá (Oxyura leucocephala),
- berneška rudokrká (Branta ruficolis),
- pelikán kadeřavý (Pelecanus crispus),
- polák malý (Aythya nyroca),
- rybák severní (Sterna sandvicensis) atd.

Ptáci I (ilustrační fotografie)
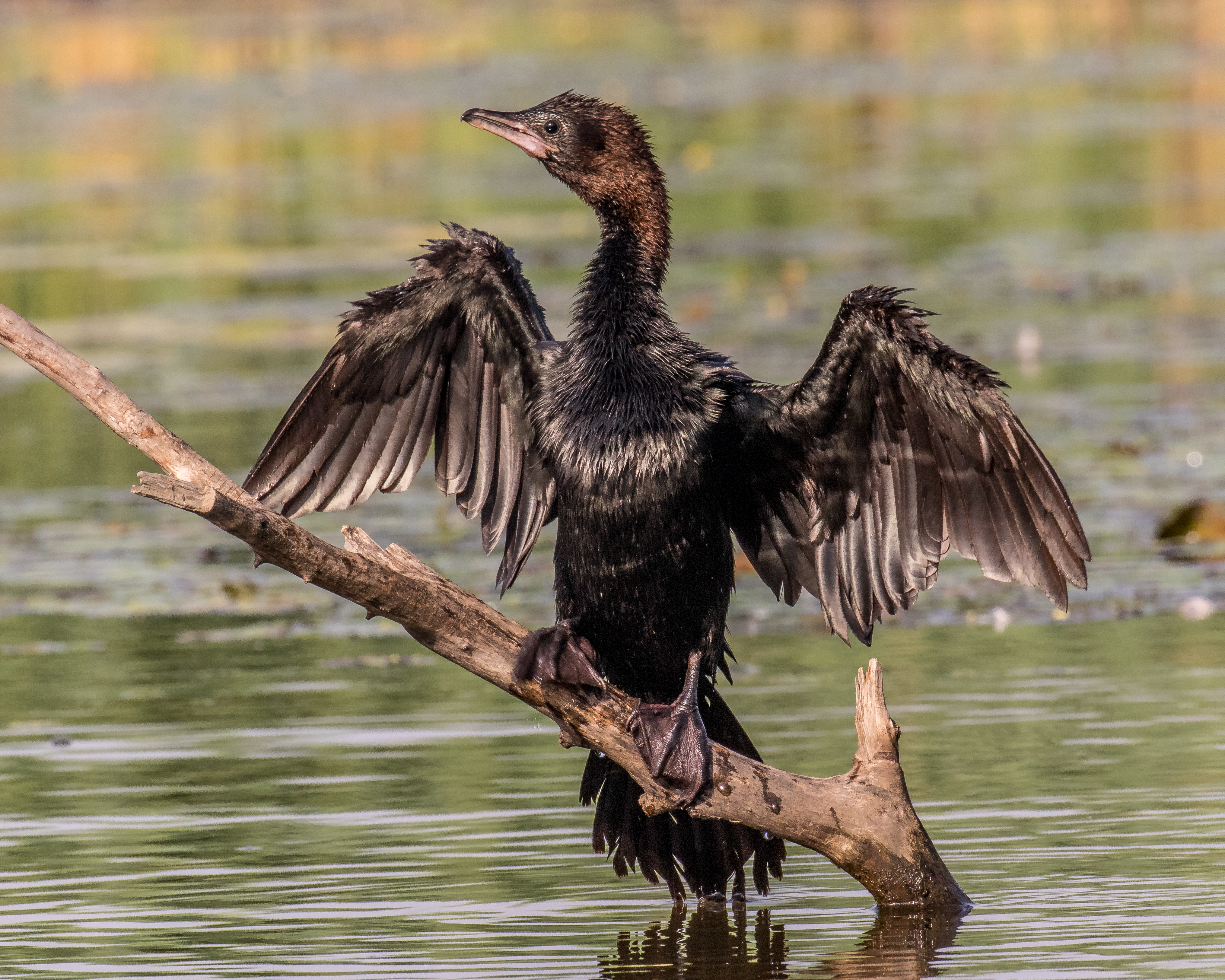
Kormorán malý (Phalacrocorax pygmeus)
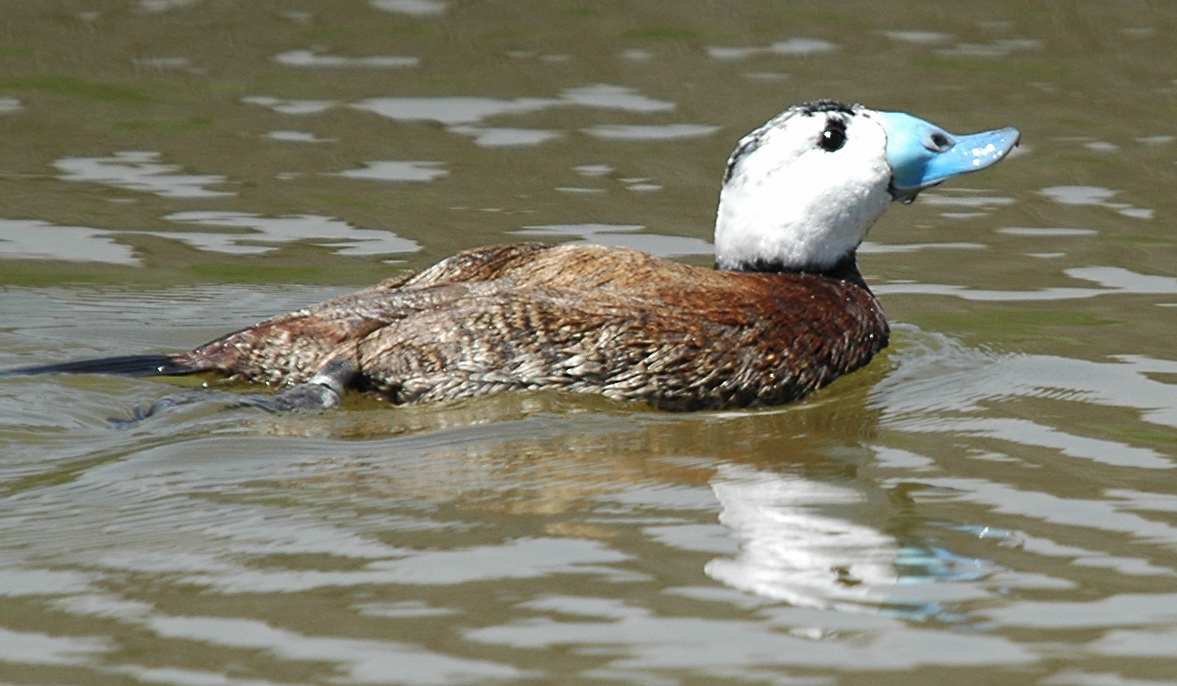
Kachnice bělohlavá (Oxyura leucocephala)
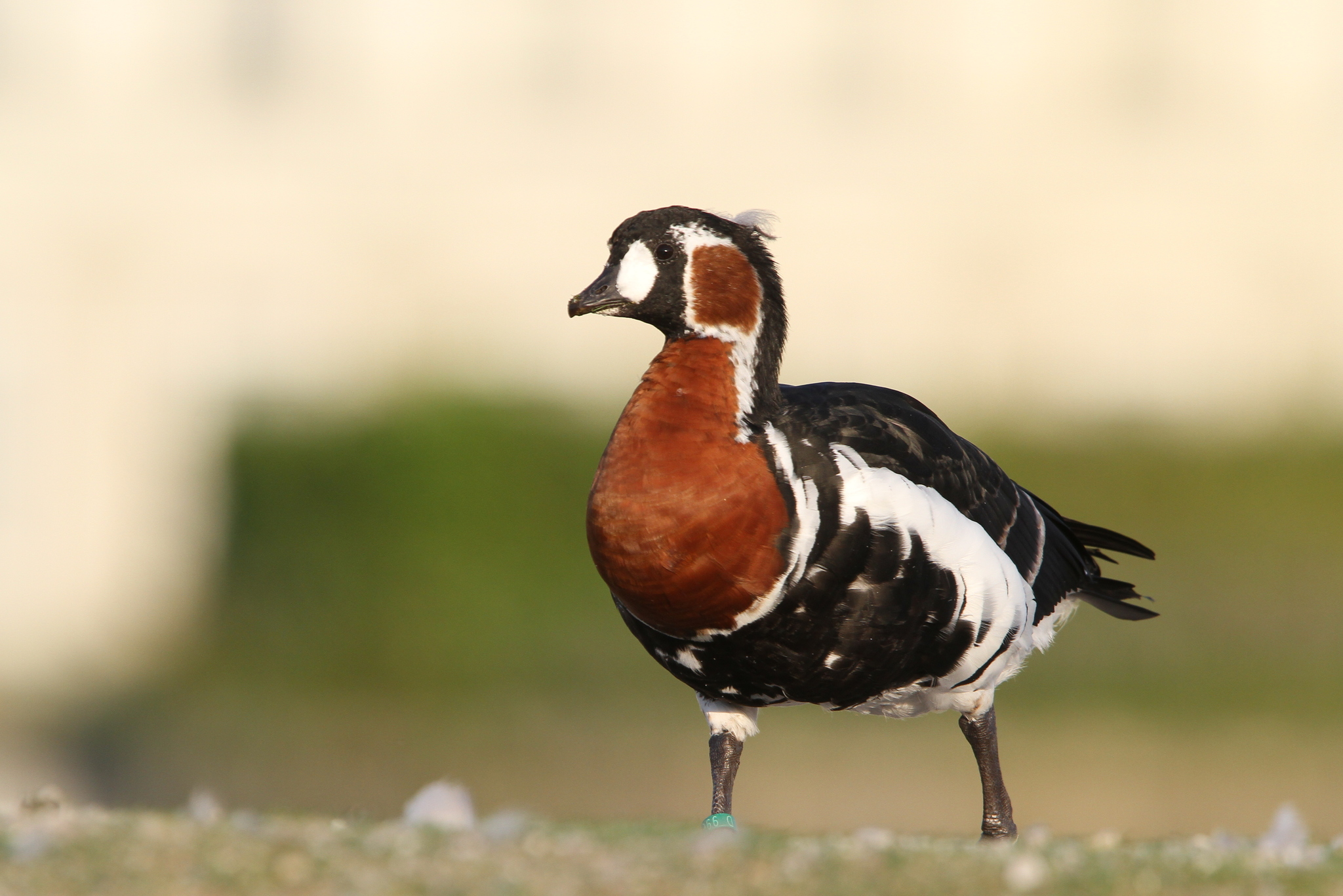
Berneška rudokrká (Branta ruficolis)
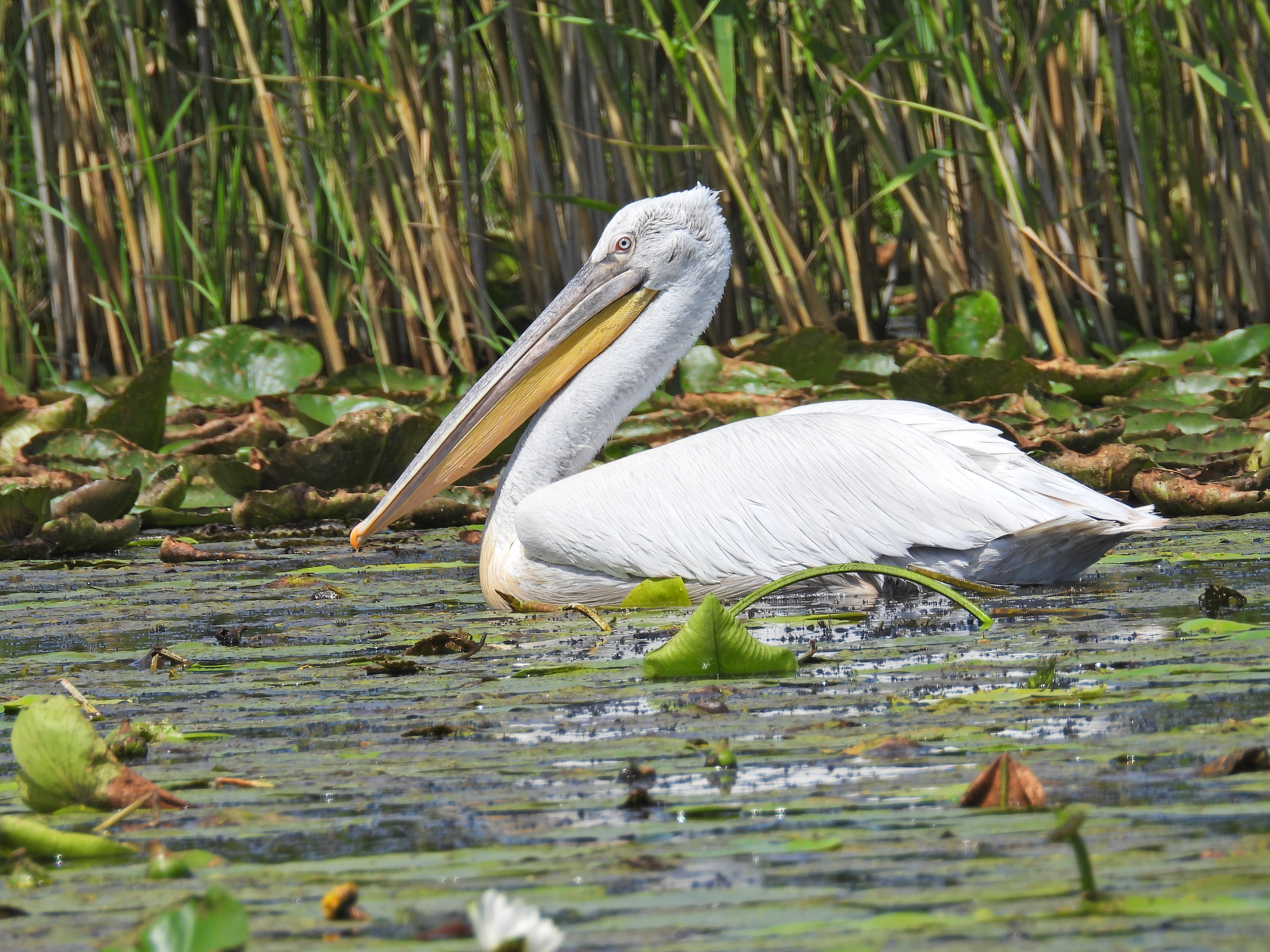
Pelikán kadeřavý (Pelecanus crispus)
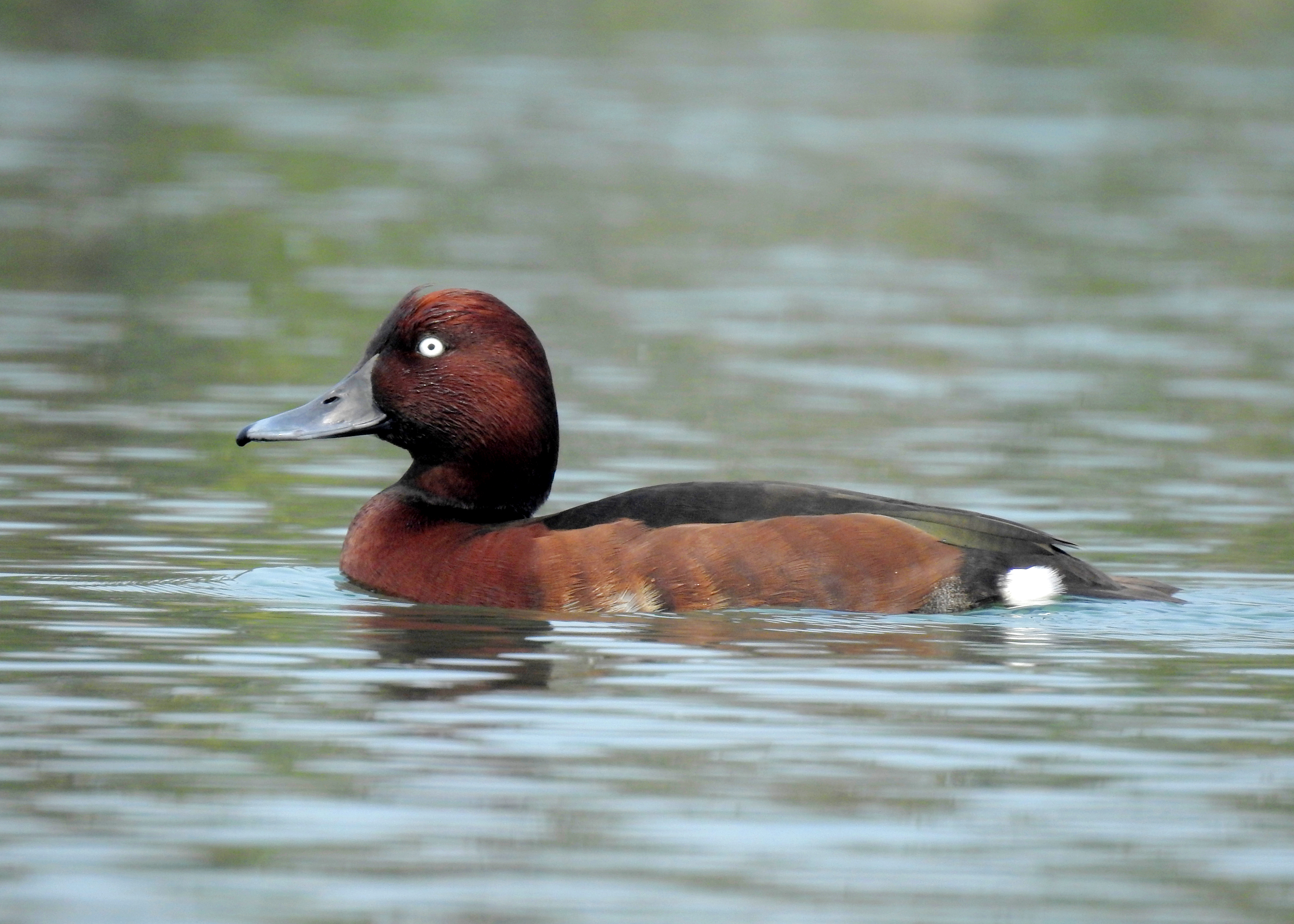
Polák malý (Aythya nyroca)
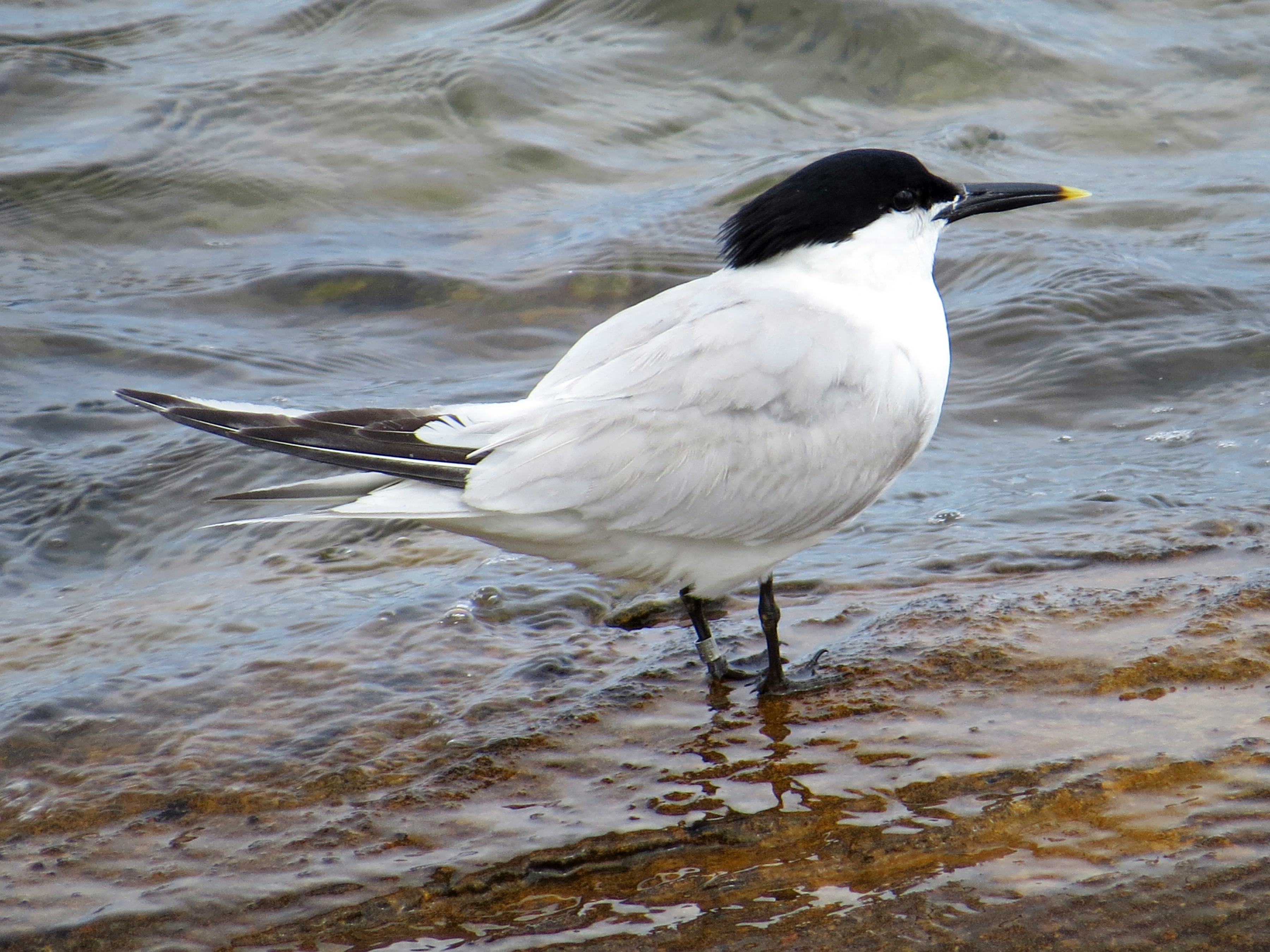
Rybák severní (Sterna sandvicensis)

V oblasti jezera hnízdí 57 druhů ptáků a lokalita je jednou z nejvýznamnějších bulharských hnízdišť těchto ptačích druhů:
- rybák severní (Sterna sandvicensis),
- tenkozobec opačný (Recurvirostra avosetta),
- pisila čáponohá (Himantopus himantopus),
- kulík mořský (Charadrius alexandrinus),
- rybák obecný (Sterna hirrundo),
- rybák malý (Sterna albifrons),
- husice liščí (Tadorna tadorna).

Ptáci II (ilustrační fotografie)
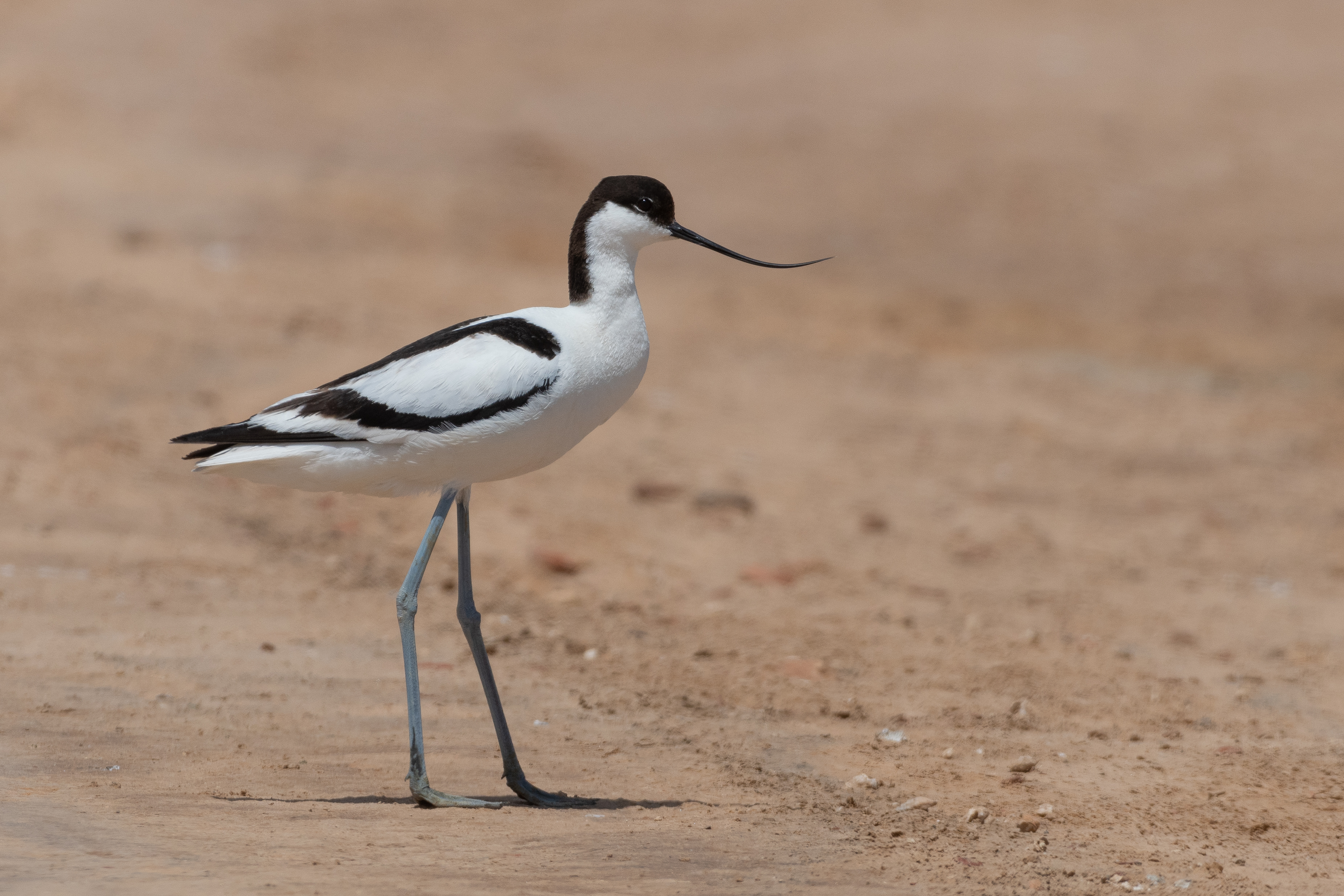
Tenkozobec opačný (Recurvirostra avosetta)
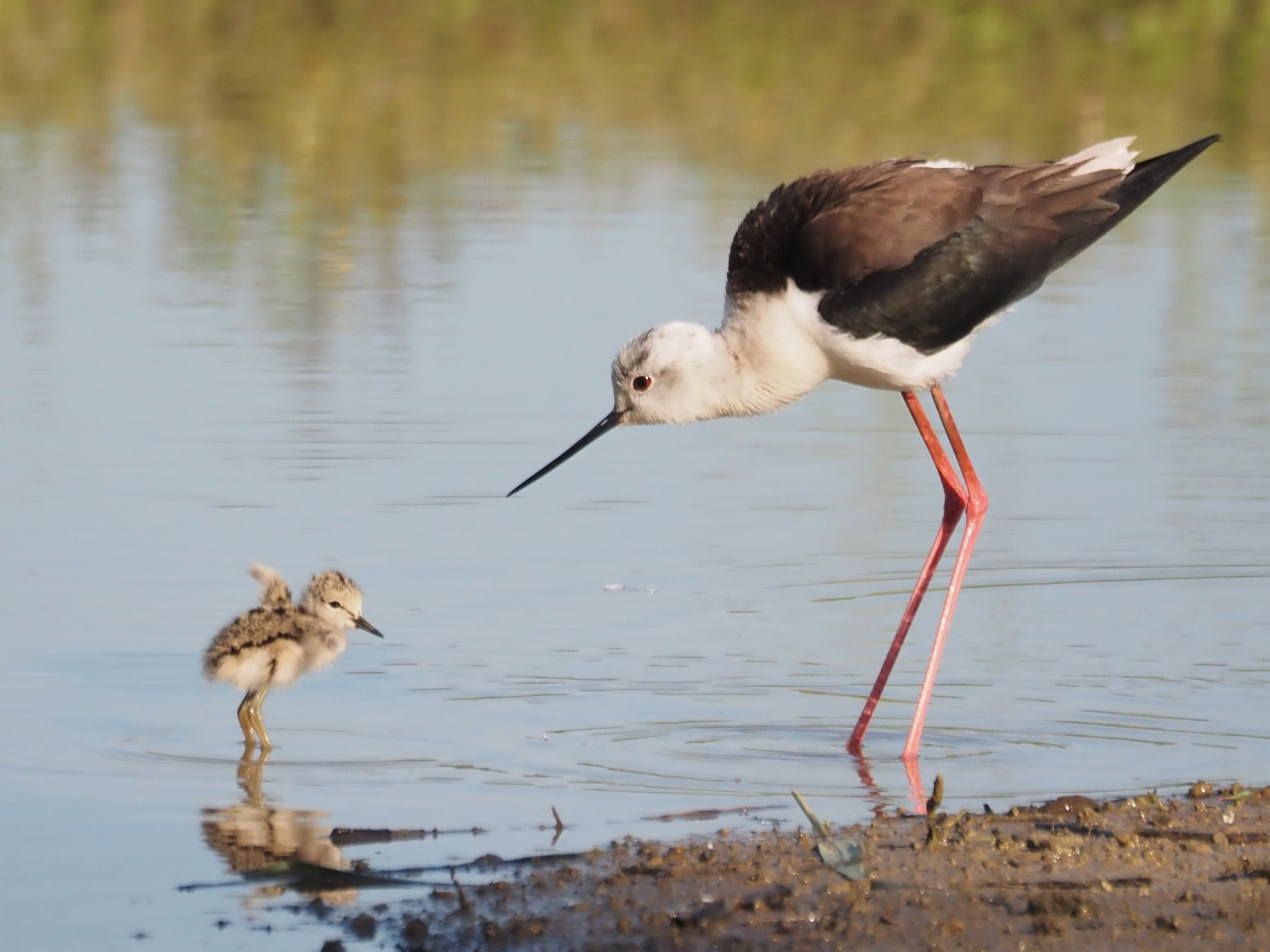
Pisila čáponohá (Himantopus himantopus)
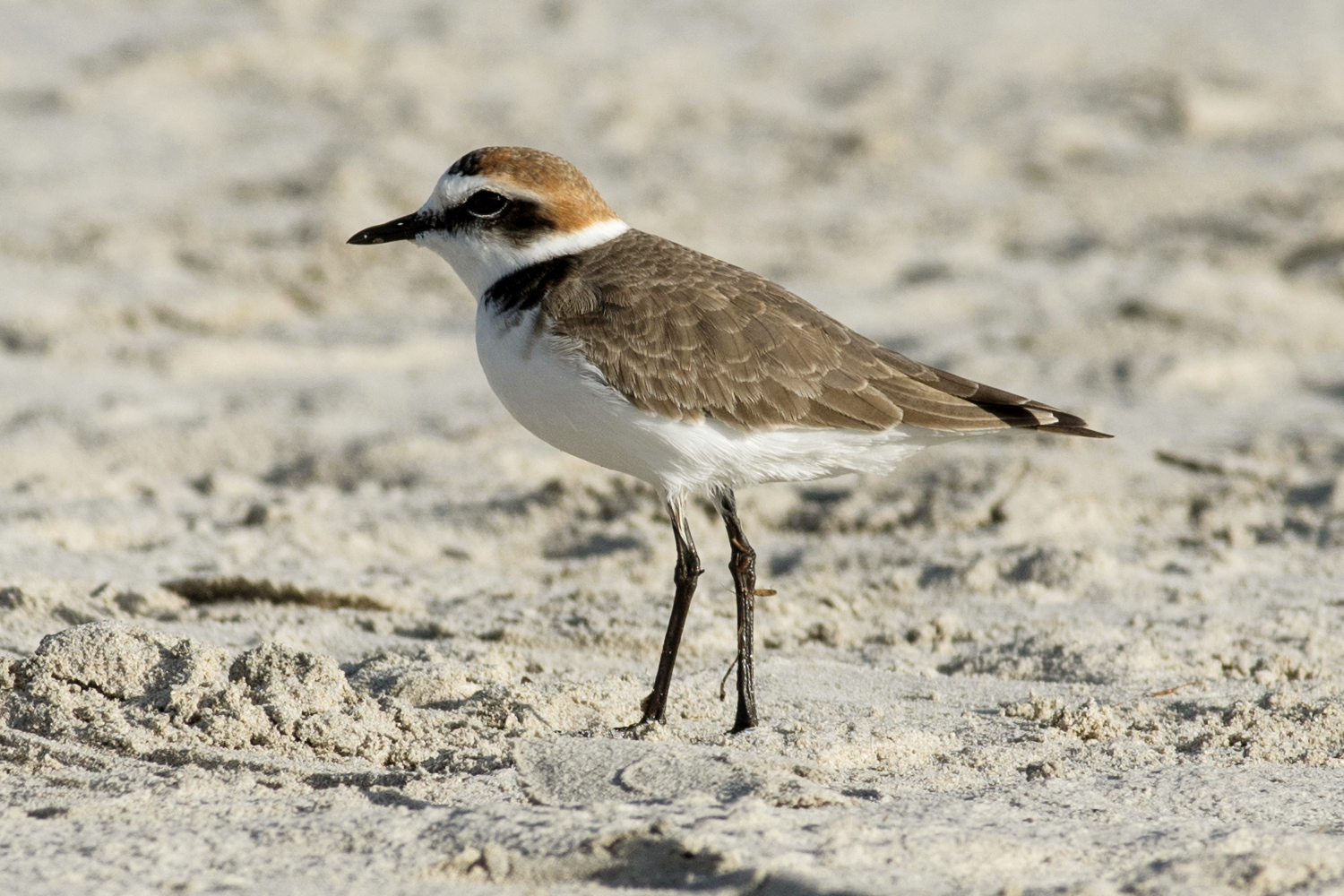
Kulík mořský (Charadrius alexandrinus)
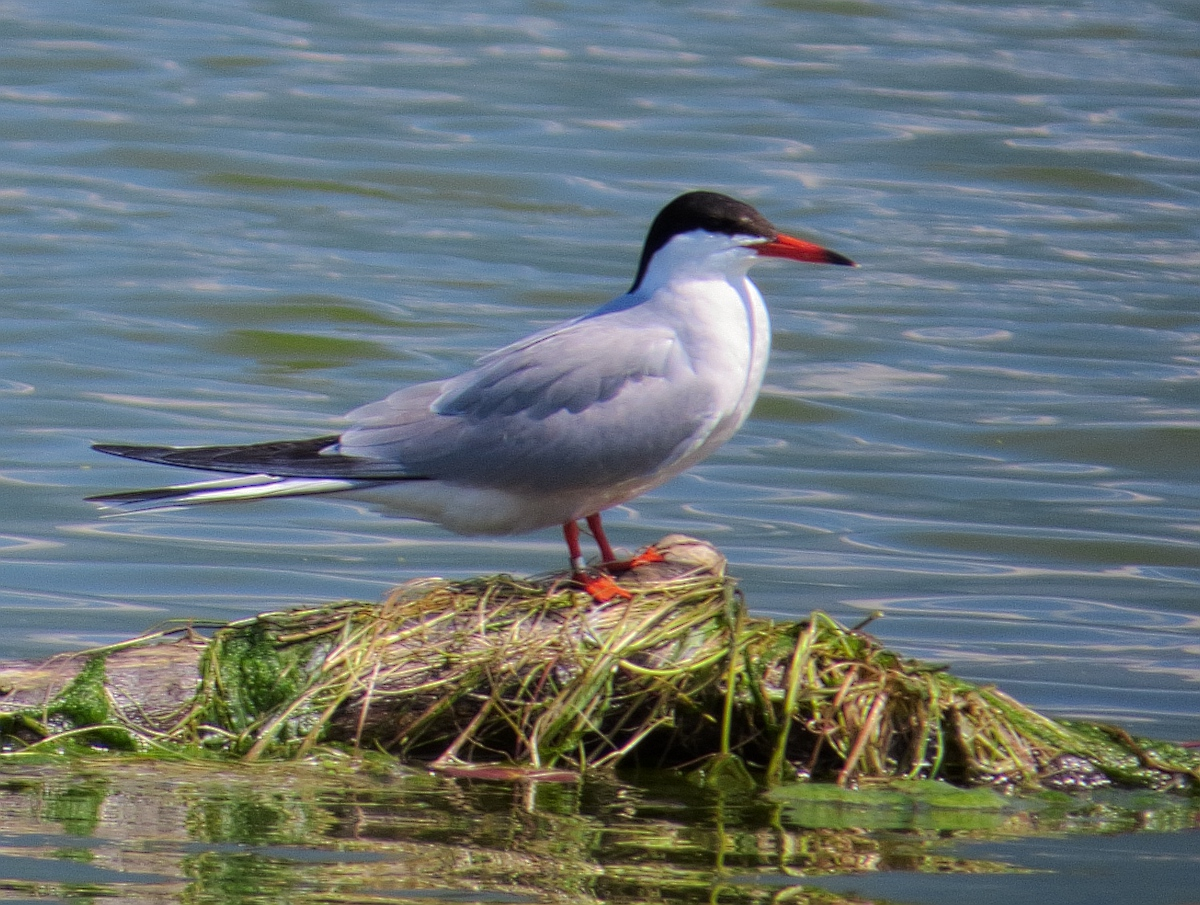
Rybák obecný (Sterna hirrundo)
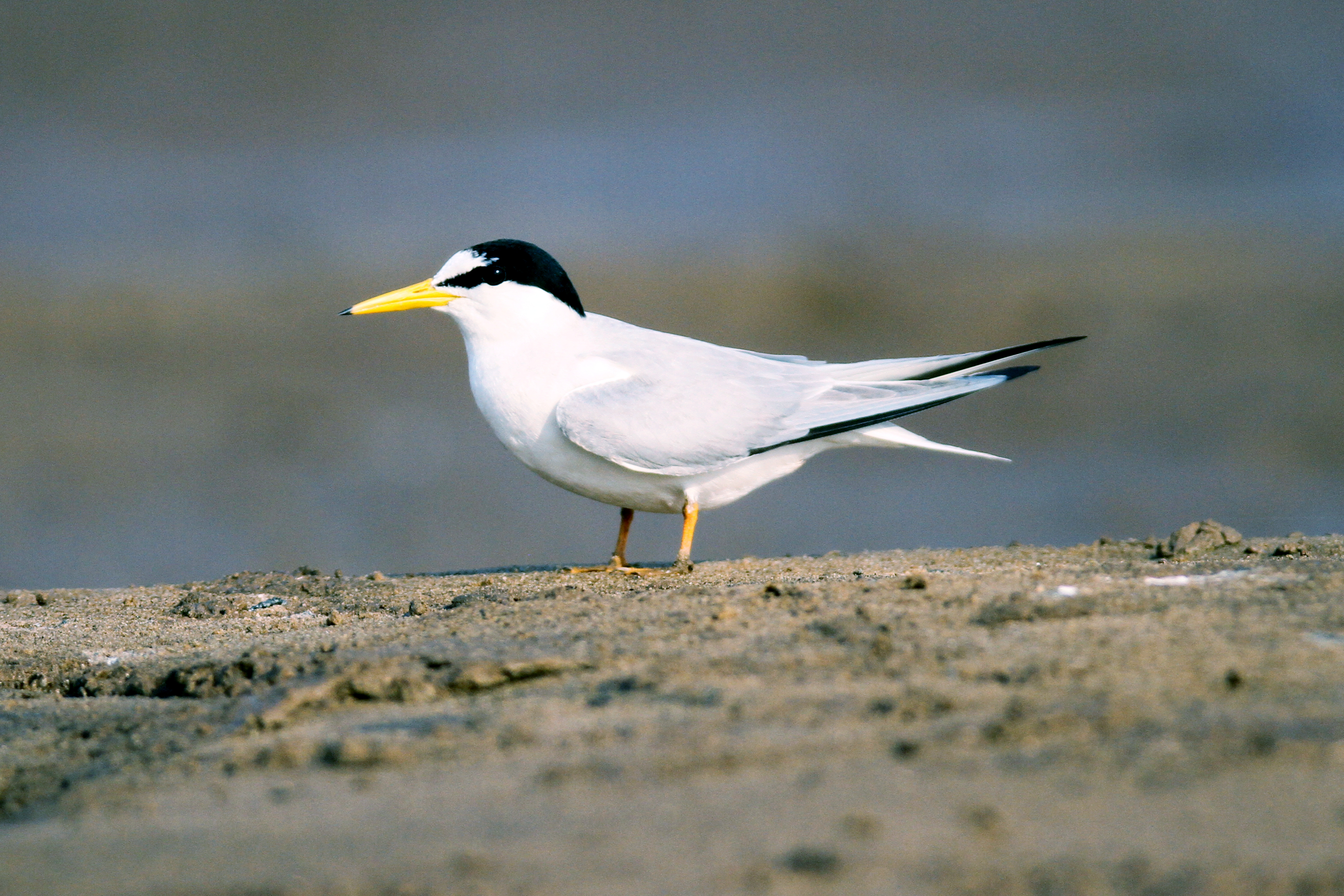
Rybák malý (Sterna albifrons)
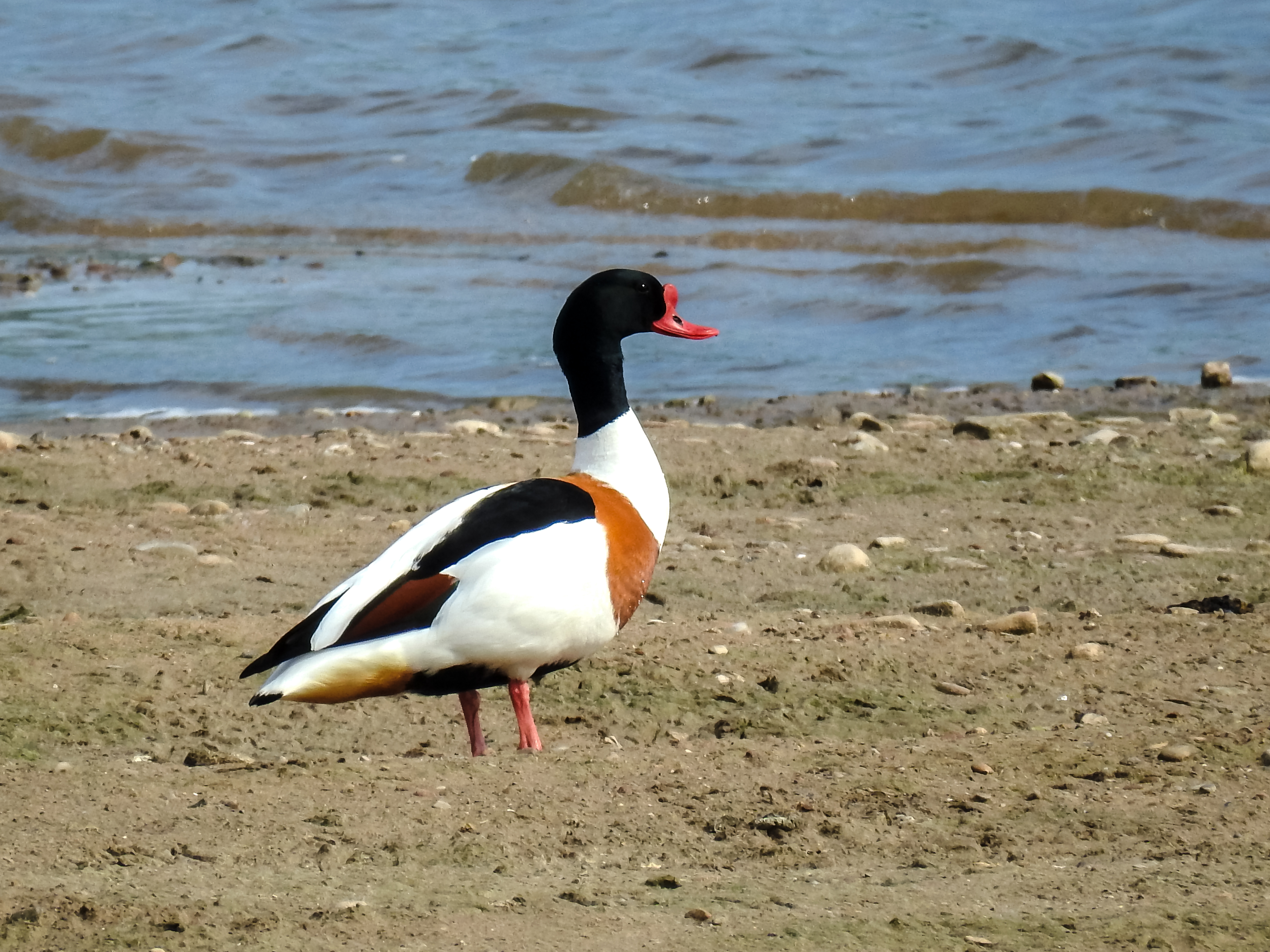
Husice liščí (Tadorna tadorna)

Kolonie rybáků severcních (Thalasseus sandvicensis, synonymum: Sterna sandvicensis) hnízdících na umělých ostrůvcích (vybudovaných a udržovaných dobrovolníky z organizace Green Balkans) čítá 1 500 párů a je největší kolonií rybáků severních na Balkánském poloostrově.

## Přírodní stanoviště
Byly stanoveny následující typy přírodních stanovišť, které jsou významné z hlediska ochrany přírody podle zákona o biologické rozmanitosti a podle směrnice o stanovištích:
- 1110 Písečné přesypy, které jsou po celou dobu mírně zakryty mořskou vodou.
- 1140 Bahnité a písčité náplavy, které nejsou při odlivu pokryty mořskou vodou.
- 1150 Pobřežní laguny;
- 1160 Velké mělké zálivy a zátoky;
- 1170 Společenstva s hnědými, červenými a zelenými řasami na skalnatém mořském dně (Útesy);
- 1310 Salicornia (slanorožec) a jiné jednoleté rostliny kolonizující bahno a písek;
- 1530 Panonské slané stepi a slaniska;
- 2110 Embryonální pohyblivé duny;
- 2120 Panonské duny[p. 4] podél pobřeží s výskytem rákosu druhu kamýš písečný (Ammophila arenaria) (bílé duny);
- 2130 Pevné pobřežní duny s bylinnou vegetací (šedé duny);
- 92D0 Jižní břehové porosty a houštiny (křovinná vegetace: Nerio-Tamaricetea[p. 5] a Securinegion tinctoriae).[p. 6]

## Ochrana
V roce 1998 (resp. 1989) bylo Pomorijské jezero vyhlášeno významnou ptačí oblastí. Od ledna 2001 bylo Pomorijské jezero a přilehlé oblasti vyhlášeny (podle bulharských zákonů) chráněným územím a to za účelem ochrany vzácných a ohrožených druhů a biotopů. Pomorijské jezero bylo uznáno jako mokřad mezinárodního významu a bylo zařazeno (jako jedna z deseti bulharských lokalit) od 24. září 2002 (pod číslem 1229) na seznam mokřadů mezinárodního významu (Úmluva o mokřadech majících mezinárodní význam především jako biotopy vodního ptactva – tzv. Ramsarská úmluva. (Celková rozloha této ramsarské lokality je 921,5 ha.) V roce 2007 (se vstupem Bulharska do Evropské unie) získal mokřad také status chráněné lokality evropské ekologické sítě Natura 2000: chráněné území SPA „Pomorie Lake“ BG0000152 podle směrnice o ptácích a chráněné území SCI „Pomorie“ BG0000620 podle směrnice o stanovištích.

## Okolí laguny
V přírodní rezervaci kolem laguny se nachází několik veřejnosti volně přístupných míst určených a vhodných k pozorování vodního ptactva. V severní části jezera se získává odparem vody mořská sůl, v jižní části se těží léčivé bahno. Při jižním břehu laguny se nachází v Bulharsku jediné Muzeum soli a od roku 2010 také návštěvnické eko–centrum (a centrum ochrany přírody) s rozsáhlou expozicí zaměřenou na život rostlin a živočichů v biotopech Pomorijského jezera a jeho okolí. Součástí expozice tohoto centra je i vyhlídková terasa v prvním nadpodlažním patře objektu. Z tohoto místa mohou návštěvníci eko–centra pozorovat zapůjčenými binokulárními triedry (ale i prostým okem) opeřence na březích i nad hladinou laguny.